# Barberino Tavarnelle
Barberino Tavarnelle es una comuna italiana de la ciudad metropolitana de Florencia, región de Toscana.
El actual municipio fue fundado el 1 de enero de 2019 mediante la fusión de las hasta entonces comunas separadas de Barberino Val d'Elsa y Tavarnelle Val di Pesa (la actual capital municipal).
En 2021, el municipio tenía una población de 11 999 habitantes.
Comprende un conjunto de localidades rurales ubicadas unos 20 km al sur de la ciudad de Florencia, en torno a la carretera que lleva de Florencia a Siena.